# Lina Esco
Lina Esco (* 14. Mai 1985 in Miami, Florida) ist eine US-amerikanische Schauspielerin und Regisseurin.

## Leben
Lina Esco lebte bis zu ihrem 14. Lebensjahr in ihrem Geburtsort Miami. Sie zog nach Frankreich, um einen Job als Model wahrzunehmen. Danach zog sie nach London, um Theater zu spielen, und anschließend nach New York und nach Los Angeles, wo sie derzeit wohnt. Ihr Regiedebüt gab sie 2012 mit der Dokumentation zu Die Bucht unter dem Titel Kids Speak Out Against Dolphin Captivity.

## Fernsehen
In Hollywood, Kalifornien wurde sie als TV-Gaststar im Jahr 2006 gecastet. Sie spielte Angie Watson in der Serie CSI: NY. Im März 2007 trat Esco im CBS-Drama Cane an der Seite von Jimmy Smits, Nestor Carbonell, Hector Elizondo und Rita Moreno auf. 2009 spielte sie in einer Episode der Serie Drop Dead Diva zusammen mit Paula Abdul, wo sie ein Dessous-Model verkörperte.
Esco spielte 2015 in Exit Strategie als Computerexpertin aus South Boston neben Ethan Hawke und Megan Dodds unter der Regie von Antoine Fuqua.
2017 bis 2022 spielte sie die Rolle der Christina „Chris“ Alonso in der US-Fernsehserie S.W.A.T.

## Film
Escos Filmdebüt war 2005 mit London – Liebe des Lebens?, wo sie neben Jessica Biel, Jason Statham, Chris Evans und Isla Fisher agierte. 2012 spielte Esco in der Komödie LOL an der Seite von Miley Cyrus, Demi Moore und Ashley Greene. 2014 sorgte sie mit ihrem feministischen Film Free the Nipple für Aufsehen.

## Filmografie
- 2005: London – Liebe des Lebens? (London)
- 2006: CSI: NY (Fernsehserie, eine Folge)
- 2007: Cane (Fernsehserie, 13 Folgen)
- 2008: Heroes: Destiny (Miniserie, vier Folgen)
- 2008: The Evening Journey (Kurzfilm)
- 2009: Drop Dead Diva (Fernsehserie, eine Folge)
- 2009: CSI: Den Tätern auf der Spur (CSI: Crime Scene Investigation, Fernsehserie, eine Folge)
- 2010: Kingshighway
- 2010: 15 Minutes (Fernsehfilm)
- 2010: Where the Road Meets the Sun
- 2011: Low Fidelity
- 2012: LOL
- 2014: Free the Nipple (auch Buch und Regie)
- 2015: Exit Strategy
- 2016: Flaked (Fernsehserie, sieben Folgen)
- 2016: Kingdom (Fernsehserie, acht Folgen)
- 2016: The Lonely Whale (Kurzfilm)
- 2017–2022: S.W.A.T. (Fernsehserie, 106 Folgen)
- 2018: Can’t Have You
- 2019: Full-Dress
- 2021: Doors